# Liste der Baudenkmäler in Buxheim (Schwaben)
Auf dieser Seite sind die Baudenkmäler in der schwäbischen Gemeinde Buxheim zusammengestellt. Diese Tabelle ist eine Teilliste der Liste der Baudenkmäler in Bayern. Grundlage ist die Bayerische Denkmalliste, die auf Basis des Bayerischen Denkmalschutzgesetzes vom 1. Oktober 1973 erstmals erstellt wurde und seither durch das Bayerische Landesamt für Denkmalpflege geführt wird. Die folgenden Angaben ersetzen nicht die rechtsverbindliche Auskunft der Denkmalschutzbehörde.
 Die Liste gibt den Fortschreibungsstand vom 19. Dezember 2017 wieder und umfasst 15 Baudenkmäler.

## Baudenkmäler nach Ortsteilen

### Buxheim
| Lage                                                                      | Objekt                                          | Beschreibung | Akten-Nr.              | Bild |
| ------------------------------------------------------------------------- | ----------------------------------------------- | --- | ---------------------- | --- |
| Am Maienplatz 2 (Standort)                                                | Ehemaliges Amtshaus                             | Zweigeschossiger Walmdachbau, im Kern wohl 17. Jahrhundert, Veränderungen zweite Hälfte 18. Jahrhundert. | D-7-78-123-1 Wikidata  | Ehemaliges Amtshaus                                                                                                  |
| Am Maienplatz 9 (Standort)                                                | Gasthaus                                        | Zweigeschossiger Walmdachbau, 1743. | D-7-78-123-2 Wikidata  | Gasthaus |
| An der Kartause 1, 3, 5, 7, 9, 13, 15, 19, Kirchplatz 2 a, 2 b (Standort) | Ehemalige freie Reichskartause                  | Bedeutende, fast vollständig erhaltene Klosteranlage des Kartäuserordens. | D-7-78-123-3 Wikidata  | weitere Bilder |
| An der Kartause, innerhalb des Klosterareals (Standort)                   | Sakristei                                       | Zweigeschossiger Satteldachbau, um 1516, Umgestaltung 1711/12; mit Ausstattung. | D-7-78-123-3 zugehörig | weitere Bilder |
| An der Kartause, innerhalb des Klosterareals (Standort)                   | Kreuzgang                                       | Vierflügelanlage mit drei Brunnenhäusern des 15. Jahrhunderts, 1402/03, Erweiterung 1502, Umgestaltung 1733–1738 durch Dominikus und Franz Dominikus Zimmermann.                                                                  | D-7-78-123-3 zugehörig | weitere Bilder |
| An der Kartause, innerhalb des Klosterareals (Standort)                   | Kapelle St. Anna                                | Quadratischer Bau mit geschwungenem Zeltdach und Laterne, im Kern 1508, von Dominikus Zimmermann, 1738–1740. | D-7-78-123-3 zugehörig | weitere Bilder |
| An der Kartause, innerhalb des Klosterareals (Standort)                   | Kleiner Kreuzgang                               | Im Kern 15. Jahrhundert, Umgestaltung 1711/12 von Dominikus Zimmermann und 1738 von Franz Dominikus Zimmermann. | D-7-78-123-3 zugehörig | Kleiner Kreuzgang |
| An der Kartause, innerhalb des Klosterareals (Standort)                   | Ehemalige Zellenbauten                          | Meist ein- bis zweigeschossige Satteldachbauten des 17.–19. Jahrhunderts, am Nord-, West- und Südflügel des Kreuzganges. | D-7-78-123-3 zugehörig | weitere Bilder |
| An der Kartause, innerhalb des Klosterareals (Standort)                   | Bibliotheksbau                                  | Zweigeschossiger Satteldachbau mit Schweifgiebel, wohl noch 16. Jahrhundert, Umgestaltung 1710. | D-7-78-123-3 zugehörig | weitere Bilder |
| An der Kartause, innerhalb des Klosterareals (Standort)                   | Prioratsgebäude, jetzt Gymnasium der Salesianer | Zweigeschossige Satteldachbauten, Nordtrakt im Kern wohl 15. Jahrhundert, Westtrakt 17. Jahrhundert, Südtrakt Anfang 18. Jahrhundert, Umgestaltungen 17./18. Jahrhundert und 1958/59.                                             | D-7-78-123-3 zugehörig | weitere Bilder |
| An der Kartause 1 (Standort)                                              | Torbau                                          | Klassizistischer Rechteckbau mit flachem Satteldach, im Kern wohl spätmittelalterlich, Umgestaltung 19. Jahrhundert, südlich der Klosteranlage.                                                                                   | D-7-78-123-3 zugehörig | weitere Bilder |
| An der Kartause 15 (Standort)                                             | Reste der Klostermauer                          | Im Norden und Osten erhalten. | D-7-78-123-3 zugehörig | Reste der Klostermauer                                                                                               |
| Buxacher Straße 4 (Standort)                                              | Bildstock                                       | Säule mit Nischenaufsatz, 17. Jahrhundert; auf dem Bolloh. | D-7-78-123-10 Wikidata | weitere Bilder |
| Hauptstraße 36 (Standort)                                                 | Ehemaliges Bauernhaus                           | Zweigeschossiger Mittertennbau mit Satteldach, teilweise Ständer-Bohlenbau, im Kern 17./18. Jahrhundert, später verändert. | D-7-78-123-14 Wikidata | Ehemaliges Bauernhaus                                                                                                |
| Kirchplatz 2 b (Standort)                                                 | Klosterkirche Maria Saal                        | Saalbau mit Dachreiter, Priesterchor um 1300, Brüderchor um 1450 angebaut, Umbau 1680–1702, Umgestaltungen 1709–1711 und 1955/57.                                                                                                 | D-7-78-123-3 zugehörig | weitere Bilder |
| Mühlenberg 1 (Standort)                                                   | Ehemalige Klostermühle                          | Viergeschossiger Satteldachbau mit Gesimsgliederung, 1776. | D-7-78-123-16 Wikidata | weitere Bilder |
| Illerstraße (westlich des Weiherhauses) (Standort)                        | Wegkapelle                                      | Quadratischer Bau mit Zeltdach und profiliertem Traufgesims, 18. Jahrhundert; mit Ausstattung | D-7-78-123-8 Wikidata  | weitere Bilder |
| Illerstraße (neben der Kapelle beim Weiherhaus) (Standort)                | Säule                                           | „Am schwarzen Kreuz“, Tuffstein, 12. Jahrhundert | D-7-78-123-9 Wikidata  | [[Vorlage:Bilderwunsch/code!/C:47.994856,10.127772!/D:Illerstraße (neben der Kapelle beim Weiherhaus), Säule!/\|BW]] |
| Kirchplatz (Standort)                                                     | Katholische Pfarrkirche St. Peter und Paul      | Pilastergegliederter Saalbau mit eingezogenem Chor und südwestlichem Turm mit Pyramidenhelm, von Dominikus Zimmermann, 1726–1729; mit Ausstattung; Kirchhofmauer, mit Stichbogennischen, nördliche der Kirche, wohl gleichzeitig. | D-7-78-123-4 Wikidata  | weitere Bilder |
| Quellenweg 5 (Standort)                                                   | Katholische Friedhofskapelle                    | Kleiner Satteldachbau mit korbbogiger Öffnung, 17. Jahrhundert; mit Ausstattung; Friedhofsmauer, mit stichbogigen Nischen und torähnlichem Anbau, wohl gleichzeitig.                                                              | D-7-78-123-6 Wikidata  | BW |
| Schmiedeberg (Standort)                                                   | Wegkapelle                                      | Nischenbau mit Dreiecksgiebel, 18. Jahrhundert; mit Ausstattung; nördlich der Pfarrkirche. | D-7-78-123-7 Wikidata  | Wegkapelle |

### Westerhart
| Lage                     | Objekt  | Beschreibung | Akten-Nr.              | Bild           |
| ------------------------ | ------- | --- | ---------------------- | -------------- |
| In Westerhart (Standort) | Kapelle | Rechteckbau mit Satteldach und Dachreiter, angeblich 1829 geweiht, 1928 abgebrochen und an anderer Stelle wiedererrichtet; mit Ausstattung. | D-7-78-123-12 Wikidata | weitere Bilder |
| Westerhart 4 (Standort)  | Stadel  | Ständerbohlenbau mit Satteldach, bezeichnet 1708.                                                                                           | D-7-78-123-13 Wikidata | BW             |

### Ziegelstadel
| Lage                         | Objekt                  | Beschreibung                                                          | Akten-Nr.             | Bild                    |
| ---------------------------- | ----------------------- | --------------------------------------------------------------------- | --------------------- | ----------------------- |
| Ziegelstadelweg 7 (Standort) | Ehemaliger Ziegelstadel | Eingeschossiges Satteldachhaus mit Stufengiebel, spätmittelalterlich. | D-7-78-123-5 Wikidata | Ehemaliger Ziegelstadel |

## Ehemalige Baudenkmäler
In diesem Abschnitt sind Objekte aufgeführt, die früher einmal in der Denkmalliste eingetragen waren, jetzt aber nicht mehr. Objekte, die in anderem Zusammenhang also z. B. als Teil eines Baudenkmals weiter eingetragen sind, sollen hier nicht aufgeführt werden. Aktennummern in diesem Abschnitt sind ehemalige, jetzt nicht mehr gültige Aktennummern.

| Lage                                                          | Objekt     | Beschreibung                                                      | Akten-Nr.              | Bild |
| ------------------------------------------------------------- | ---------- | ----------------------------------------------------------------- | ---------------------- | ---- |
| Buxheim am Waldweg zwischen Westerhart und Buxheim (Standort) | Grenzstein | Wappen von Buxheim und Memmingen, vielleicht noch mittelalterlich | D-7-78-123-11 Wikidata | BW   |